# Tackesdorf
Tackesdorf település Németországban, Schleswig-Holstein tartományban. Lakosainak száma 60 fő (2023. december 31.).

## Népesség
A település népességének változása:
| Lakosok száma | 102  | 73   | 71   | 65   | 65   | 60   |
|               | 1975 | 2017 | 2019 | 2021 | 2022 | 2023 |